# Didacus
Didacus van Alcalá of Diego van Alcalá (Sevilla, 1400 - Alcalá de Henares, 12 november 1463) was een lekenbroeder in de orde van franciscanen die later heilig verklaard is.

## Biografie
Diego van Alcalá werd omstreeks 1400 geboren in de plaats San Nicolás del Puerto, vlak bij Sevilla. Al op een vrij jonge leeftijd werd hij een volgeling van een kluizenaar, die hij voorzag van diens levensonderhoud. Na een kort verblijf bij zijn familie trad hij in bij de orde van Franciscanen en ging in het klooster Arruzafe bij Córdoba. In 1445 was hij portier bij een klooster op het Canarische Eiland Fuerteventura, later werd hij overgeplaatst naar Sevilla. Daar zorgde hij voor de armen en zorgde hij als lekenbroeder voor de andere broeders.
De Legende vertelt dat Diego over God sprak en steeds ten hemel voer terwijl de engelen zijn middageten voor hem klaar maakten. Omdat Diego zo genereus was tegenover de armen, verdacht een medebroeder Diego de Alcalá er van dat hij eten uit de keuken stal om aan de armen te geven. Toen hij dat ging controleren, vond hij echter alleen bloemen.
In 1450 reisde hij met enkele broeders mee naar Rome waar hij zorg bood aan medebroeders die de pest hadden gekregen. Daarna keerde hij terug naar Spanje en ging hij in Alcalá de Henares leven. Daar leefde hij tot zijn dood in 1463.

## Heiligverklaring
In 1562 werd het gemummificeerde lichaam van Diego uit de kist gehaald waarin het rustte, om in bed te worden gelegd bij de stervende prins Carlos van Spanje. Toen de zeventienjarige kort daarop tegen alle verwachtingen in herstelde, was hij ervan overtuigd dat hij dit te danken had aan een mirakel. Vanaf dan ijverde hij onafgebroken voor canonisering, en na zijn dood bleef zijn vader, de Spaanse koning Filips II, aandringen.
In 1588 werd Diego van Alcalá heilig verklaard door paus Sixtus V, waardoor hij de eerste heilige werd van de Contrareformatie. Zijn feestdag werd 13 november, de dag na zijn overlijden. De franciscanen vierden zijn feest daarentegen op 12 november. Didacus van Alcalá werd de patroonheilige van de franciscaanse missie in San Diego, Californië.
Een automaton in het Smithsonian Museum wordt doorgaans beschouwd als deze die Filips II door Juanelo Turriano liet maken na de genezing van zijn zoon, en die Diego van Alcalá zou voorstellen.